# امامزاده حبیب‌الله
امامزاده حبیب‌الله  مربوط به دوره قاجار است و در شهرستان جویبار، بخش مرکزی، دهستان حسن رضا، روستای کوکنده واقع شده و این اثر در تاریخ ۱۴ اسفند ۱۳۸۵ با شمارهٔ ثبت ۱۷۷۹۱ به‌عنوان یکی از آثار ملی ایران به ثبت رسیده است.